# Dance the Night Away
"Dance the Night Away" é uma canção de rock de 1978 da banda Van Halen, presente em seu segundo álbum de estúdio.  As letras da música foram inspiradas pela canção "Go Your Own Way"  de Fleetwood Mac. A canção aparece no trailer e nas TVs locais para o filme Anchorman 2: The Legend Continues e no filme de ficção científica Mission to Mars, assim como no filme Argo ganhador do Óscar em 2012.